# Harzer Kalk- und Zementwerke

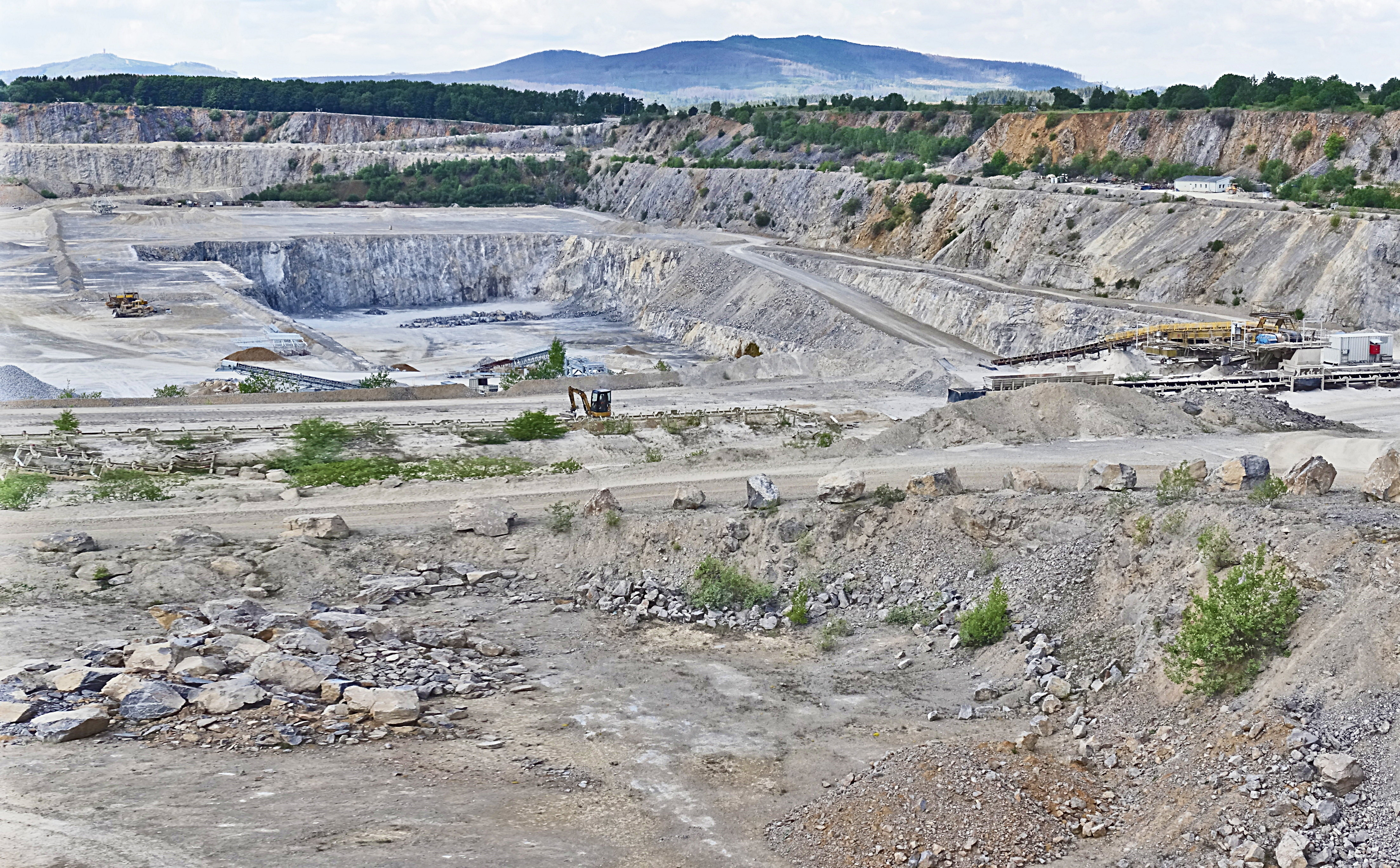
Kalksteinbruch Hornberg südwestlich von Elbingerode

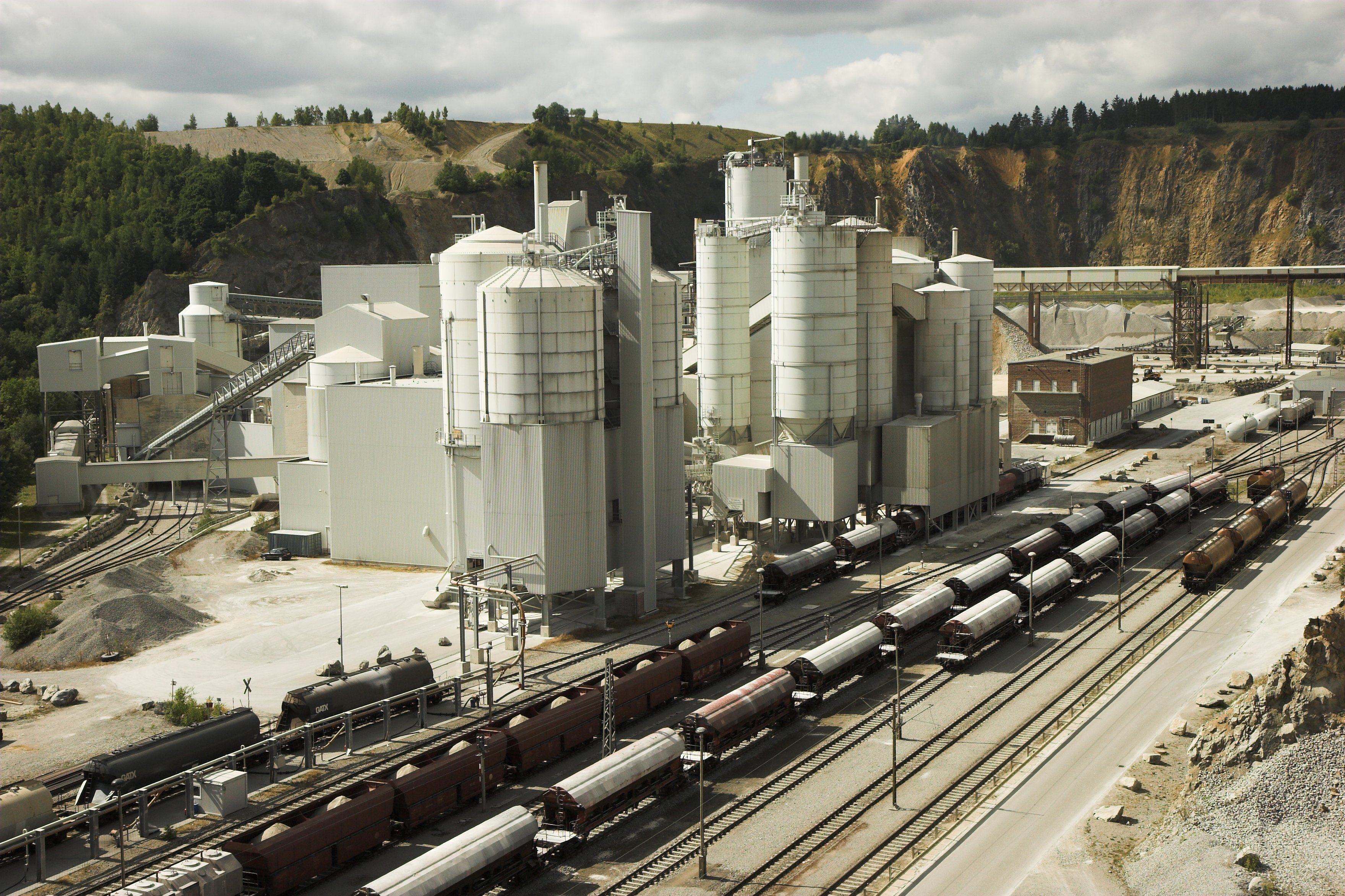
Kalkwerk bei Rübeland

Die VEB Harzer Kalk- und Zementwerke Rübeland (VEB HKZW) war ein Verbund von Kalkwerken in Rübeland und Elbingerode in der ehemaligen DDR. In vier großen Steinbrüchen wurden devonische Riffkalksteine des Elbingeröder Komplexes abgebaut.

## Geschichte
Im Elbingeröder Komplex wurde schon im 19. Jahrhundert in größerem Umfang Kalk abgebaut. 
Zu DDR-Zeiten wurde dieser Industriezweig intensiviert. In den 1950er Jahren wurde aus dem Kalkwerk die Betriebsabteilung Kalkwerk Rübeland/Harz des VEB Chemische Werke Buna. Die Umsätze stiegen von 338 Millionen Mark im Jahr 1951 auf 1 Milliarde Mark im Jahr 1966, die Anzahl der Beschäftigten betrug über 1000 und die Jahresproduktion lag bei 1 Million Tonnen Kalk, wodurch der größte Kalkproduzent Mitteldeutschlands entstand.
Im Jahr 1969 wurden die Kalkwerke zum VEB Harzer Kalk- und Zementwerk zusammengefasst und dem VEB Zementkombinat Dessau unterstellt. Ende der 1980er Jahre wurden täglich 15.000 bis 20.000 Tonnen Rohkalkstein gefördert.
Die Harzer Kalk- und Zementwerke Rübeland (VEB HKZW) waren seit den 1970er Jahren der größte Kalkproduzent der DDR.
Das Unternehmen hatte in der  DDR ein großes Ferienheim in Büchenberg.
Nach der Wende wurde der Betrieb von der Treuhand kurzzeitig als Harz-Kalk GmbH geführt, welcher 1991 u. a. mit den Werken Kaltes Tal, Rübeland und Hornberg von den Fels-Werken übernommen wurde. Am Standort Rübeland/Hornberg werden zurzeit um die 600.000 Tonnen Kalkprodukte pro Jahr, in zwei Steinbrüchen im Kalten Tal jährlich 1,5 Millionen Tonnen produziert.